# 류관유 (드럼)
류관유(중국어 정체자: 劉冠佑, 병음: Liú Guànyòu, 한자음: 유관우, 1973년 7월 28일 ~ )는 중화민국 오월천의 르럼 연주자이다.